# Iehudiel

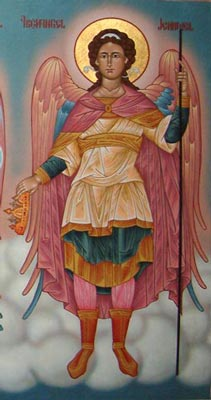
Icona ortodossa di Jehudiel

Iehudiel o Jehudiel o Jegudiel, talora italianizzato in Geudiele, (in ebraico יהודיאל‎?, Yehudiel, "Lode a Dio") è il nome di uno dei sette arcangeli della tradizione ortodossa.
Iehudiel solitamente è rappresentato con una corona d'oro e una frusta fatta di tre strisce di cuoio e di solito reca un cuore fiammeggiante. È il patrono di tutti coloro che faticano fisicamente o spiritualmente e la frusta e la corona che tiene in mano simboleggiano lo sprone e il premio con cui egli incoraggia e ricompensa le fatiche umane.